# CSU Asesoft Ploiești
El CSU Asesoft Ploieşti es un equipo de baloncesto rumano con sede en la ciudad de Ploieşti, que compite en la Divizia A (baloncesto), la máxima competición de su país. Participa también en la Eurocup, la segunda competición europea. Disputa sus partidos en la Sala Sporturilor Olimpia, con capacidad para 3.000 espectadores.

## Posiciones en liga
- 1998 (4)
- 1999 (13)
- 2000 (16)
- 2001 (2)
- 2002 (3)
- 2003 (4)
- 2004 (2)
- 2005 (1)
- 2006 (1)
- 2007 (1)
- 2008 (1)
- 2009 (1)
- 2010 (3)
- 2011 (1)
- 2012 (4)
- 2013 (3)

## Palmarés
- Campeón Divizia A (baloncesto) -  2004, 2005, 2006, 2007, 2008, 2009, 2010, 2012, 2013, 2014, 2015
  - Campeón Liga Regular Divizia A (baloncesto) -  2005, 2006, 2007, 2008, 2009, 2011
  - Subcampeón Divizia A (baloncesto) -  2011
- Campeón Copa Rumana -  2004, 2005, 2006, 2007, 2008, 2009
- Campeón Supercopa Rumana -  2014
- Campeón FIBA EuroCup Challenge -  2005
  - Finalista Conferencia Sur Eurocopa del Desafío -  2005